# Rusłan Jesin
Rusłan Alehawicz Jesin (biał. Руслан Алегавіч Есін, ros. Руслан Олегович Есин, Rusłan Olegowicz Jesin; ur. 13 lipca 1969 w Pietropawłowsku Kamczackim) – białoruski dyplomata, w latach 2017–2022 roku ambasador Republiki Białorusi w Japonii, w latach 2019–2022 – jednocześnie w Australii i Nowej Zelandii; w latach 2006–2011 Konsul Generalny Białorusi w Gdańsku;  doktor nauk politycznych (odpowiednik polskiego stopnia doktora habilitowanego), docent.

## Życiorys
Urodził się 13 lipca 1969 roku w Pietropawłowsku Kamczackim, w obwodzie kamczackim Rosyjskiej FSRR, ZRR. W latach 1986–1990 był kursantem Mińskiej Ogólnowojskowej Wyższej Szkoły Wojskowo-Politycznej. W 1993 roku ukończył Białoruski Państwowy Uniwersytet Ekonomiczny i Akademię Zarządzania przy Radzie Ministrów Republiki Białorusi. W latach 1994–1996 był słuchaczem na Akademii Dyplomatycznej MSZ Rosji w Moskwie. Posiada stopień doktora nauk politycznych (odpowiednik polskiego stopnia doktora habilitowanego), jest docentem.
W latach 1990–1991 pracował jako instruktor wydziału ideologicznego Leninskiego Komitetu Rejonowego Komsomołu. Od marca do listopada 1991 roku pełnił funkcję drugiego sekretarza tego komitetu. W latach 1991–1993 był wiodącym specjalistą, a potem do 1994 roku – głównym specjalistą Wydziału Międzynarodowych Stosunków Kulturalnych Ministerstwa Kultury Białorusi.

### Praca w dyplomacji
Od 1996 roku pracował na różnych stanowiskach w centrali MSZ Białorusi. W latach 1996–1997 pełnił funkcję drugiego sekretarza Urzędu Międzynarodowych Stosunków Gospodarczych MSZ. Od czerwca do sierpnia 1997 roku pracował jako drugi sekretarz Wydziału Współpracy Gospodarczej Urzędu Współpracy Naukowo-Technicznej i Gospodarczej MSZ. Od 1997 do 1999 roku był pierwszym sekretarzem tego Wydziału. W latach 1999–2000 pracował jako doradca Wydziału Europy Wschodniej i Europy Północnej Urzędu Europy MSZ.
W latach 2000–2003 był radcą Ambasady Białorusi na Węgrzech. Od 2004 do 2006 roku pracował jako zastępca naczelnika Urzędu Informacji MSZ. W latach 2006–2011 pełnił funkcję Konsula Generalnego Białorusi w Gdańsku. Następnie powrócił do pracy w MSZ, piastując w krótkim czasie liczne stanowiska. W latach 2011–2013 był zastępcą naczelnika Urzędu WNP i Euroazjatyckiej Unii Gospodarczej MSZ. Następnie w latach 2013–2014 pracował jako zastępca naczelnika urzędu – naczelnik Wydziału WNP Urzędu Integracji Euroazjatyckiej MSZ. Od 2014 do 2016 roku pełnił funkcję zastępcy dyrektora Departamentu – naczelnika Urzędu Zabezpieczenia Zagranicznej Działalności Gospodarczej Departamentu Zagranicznej Działalności Gospodarczej MSZ. Od czerwca 2016 do kwietnia 2017 roku był zastępcą dyrektora Departamentu – naczelnikiem Urzędu Koordynacji Zagranicznej Działalności Gospodarczej Departamentu Zagranicznej Działalności Ekonomicznej MSZ.
W kwietniu 2017 został ambasadorem Białorusi w Japonii, a w lutym 2019 roku – jednocześnie ambasadorem w Australii i Nowej Zelandii. Zwolnieni z tych stanowisk w lipcu 2022 roku.
Rusłan Jesin posługuje się językami angielskim, niemieckim, polskim i węgierskim, uczy się japońskiego.

## Życie prywatne
Rusłan Jesin jest żonaty, ma dwie córki.